# 岡部敬一郎
岡部 敬一郎（おかべ けいいちろう、1932年7月23日-  ）は、日本の経営者。コスモ石油社長、会長を務めた。

## 来歴・人物
福岡県門司市(現在の北九州市門司区)出身。1956年に京都大学経済学部を卒業し、同年に丸善石油に入社。
1982年6月に取締役に就任。1986年4月にコスモ石油取締役に就任し、常務、専務を経て、1993年6月に社長に就任。1999年6月に会長兼社長、2004年6月に会長専任となり、2012年7月から相談役・名誉会長を務めた。
東京放送監査役や石油連盟会長や石油学会会長なども歴任した。
京大では野球部に所属し、2、3年の時に投手を務めた。
2014年11月に旭日重光章を受章した。